# Tidworth
Tidworth es un pueblo, parroquia civil y barrio miliar en el sureste de Wiltshire, Inglaterra, ubicado sobre el lateral este de la llanura de Salisbury. Se encuentra a ambos lados de la carretera A338 a unos 6 km al norte de la ruta principal A303, el pueblo se encuentra a unos 13 km al oeste de Andover, 19 km al sur de Marlborough, y 21 km al noreste de Salisbury. La parroquia posee una población de 10 600 habitantes (censo 2011).
Originalmente eran dos villas Tidworth del Norte y Tidworth del Sur. El poblado moderno en gran parte queda definido por el Campo Tidworth, un gran sitio del Ejército Británico. Las Barracas Swinton, otro asentamiento del ejército, se encuentra sobre el lateral oeste de la parroquia.

## Historia
La evidencia prehistórica en la zona proviene de varios sitios con túmulos en cuenco, incluido un grupo de siete; y un castro de la edad de Hierro en la colina Sidbury, en el sector norte de la parroquia. Las dos villas se desarrollaron en el valle del pequeño río Bourne, que fluye hacia el sur para desembocar en el Hampshire Avon cerca de Salisbury; posteriormente el camino Oxford-Salisbury recorrió el valle.
Tidworth esta listado en el Libro Domesday de 1086 como Todeorde, en el Andover Centenar, en "Hantscire". Fue una vez la casa de la familia Studd. En los mapas de John Speed (1611), el pueblo está indicado con Tan Tudworth, Tudworth del Norte perteneciendo a Amesbury en "Wilshire", y Tudworth del Sur en el Broughton de "Hampshire". Cuándo la frontera entre Wiltshire y Hampshire fuere redefinidas en 1992, la antigua distinción entre Tidworth Del norte y Del sur desapareció, y la ciudad fue incorporada a Wiltshire. Las dos partes fueron parroquias civiles separadas hasta que 1 de abril de 2004.
En años recientes la población del pueblo ha aumentado ya que el tamaño de la base militar en Tidworth ha crecido. La población de Tidworth continuará aumentando hasta 2020 con la implementación del plan del Ejército.

## Gobierno
La parroquia elige un ayuntamiento. Está en el área de la autoridad unitaria del Consejo de Wiltshire, que es responsable de la mayoría de las funciones del gobierno local. Existe una sección electoral con el mismo nombre; la población de la sección tomada en el censo de 2011 era de 9174 habitante. Para las elecciones de Westminster, la parroquia cae en el distrito electoral de Devizes.

## Servicios
Su situación cerca de la Un303, y por ello la M3, coloca a Tidworth a una distancia de Londres que permite ir y regresar en el día si se trabaja en Londres.
Tidworth tiene un área comercial pequeña, con dos supermercados (un Lidl y un Tesco grande), dos peluquerías, dos veterinarias, una farmacia, y una tienda de teléfonos celulares, y varios sitios de comida rápida para llevar. Esta área está sobre la calle de la Estación (así que denominada porque una vez hubo una estación de ferrocarril allí). En la base de este cerro es una cirugía dental (completado en 2005) cuál sirve Tidworth y el área circundante (approx. 5,000 personas). En se inauguró un centro médico nuevo que fue financiado entre el Ministerio de Defensa y el NHS y sirve tanto a las fuerzas armadas y su dependents dentro del área circundante. 
Tidworth tiene uno de los índices de delito más bajos de Wiltshire y entre los años de 1990 y 2004 solo tuvo lugar un delito importante. En 2014,  el Correo Real designó al Código postal de Tidworth como la zona más atractiva para vivir en Inglaterra.
En 2009 se inauguró la academia Wellington, la cual se encuentra en parte patrocinada por la Universidad de Wellington, y reemplazó a la escuela Castledown. La academia cuenta con los primeros seis grados, cobertura 3G y un campo de deportes cubierto.

## Sitios religiosos
La Iglesia anglicana de la Santa Trinidad fue construida en el siglo XV en el sitio de una iglesia del siglo XII o XIII.
La iglesia católica de St George y St Patrick, Tidworth del Norte, fue construida en 1912.

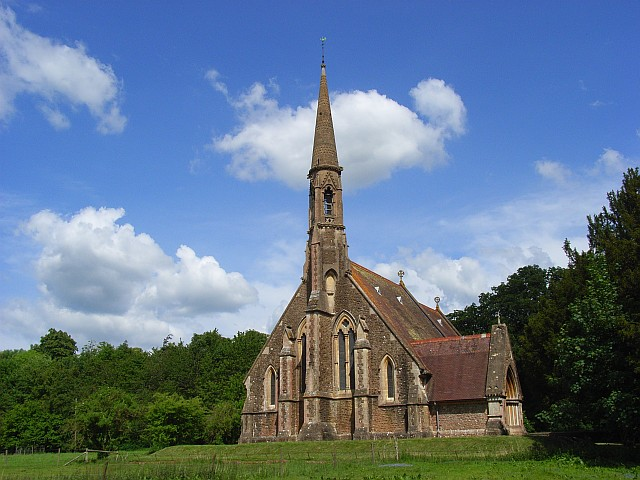
Iglesia de Santa María.

La iglesia de Santa María en Tidworth del Sur fue construida en 1878. Ahora se encuentra cuidada por el Fondo de Conservación de Iglesias.

## Cultura
- El músico James Blunt nació en Tidworth.
- El Studd familia de la fama de Cenizas poseída y vivido en Tedworth Casa.
- Tidworth Polo Club es el segundo más grande del país y frecuentemente recibe a personas de la realeza tales como los príncipes William y Harry.
- El club Tidworth Garrison Golf fue construido en 1904 inicialmente para uso por agentes del ejército. Esté establecido en 1908 y gradualmente hecho disponible a todos los rangos y civiles. En 2000 se transformó en una compañía limitada.[17]